# Gérard Davet
Pour les articles homonymes, voir Davet.
Gérard Davet, né le 25 août 1966 à Courbevoie, est un journaliste d'investigation et écrivain français. Grand Reporter au quotidien Le Monde, il est l'auteur de nombreuses révélations sur d'importantes « affaires » au cours des dernières décennies, qu'elles soient politiques ou économiques, voire sportives. Il a écrit une douzaine de livres d’enquêtes, la majorité en collaboration avec Fabrice Lhomme.

## Biographie

### Carrière journalistique

#### De la fin des années 1980 au début des années 2000
Diplômé de l'Institut pratique du journalisme (IPJ) de l'université Paris-Dauphine en 1987, il a d'abord commencé sa carrière au journal Le Parisien où il a traité l'actualité de la banlieue (1987-1993), puis l'actualité des faits divers au service des informations générales (1993-1999). Il a reçu le prix spécial de la fondation Varenne pour la presse quotidienne régionale, pour récompenser son enquête sur la maison d'arrêt de Fresnes[source insuffisante]. Il a ensuite été affecté au service politique (1998-2001) où il a notamment couvert l'actualité des Verts,, puis deux conflits armés : le Kosovo, et l'Afghanistan,.

#### Le Monde (depuis 2002)
Gérard Davet rejoint Le Monde en janvier 2002 au service des sports, où il est chargé de l'investigation, et révèle les dessous des transferts à l'Olympique de Marseille, la tentative de mainmise du milieu sur les clubs du sud de la France. Il est ensuite affecté au service société (2003-2005) où il couvre notamment l'affaire Alègre. Il se spécialise dans l'enquête, sort des scoops comme l'affaire Charles Pieri, puis l'affaire Dominique Ambiel, révèle ensuite les carnets Rondot dans l'affaire Clearstream. Le premier ministre Dominique de Villepin est du coup mis en difficulté dans cette manipulation politico-économique visant son rival Nicolas Sarkozy.
Gérard Davet est ensuite chargé du suivi de Matignon au service politique, puis devient chef du service des informations générales, avant d'être écarté pendant quelques mois, lors d'un changement de politique éditoriale au Monde.
Gérard Davet devient peu après grand reporter, intègre le service des enquêtes, dont il devient le chef adjoint en 2010. Il écrit de nombreux portraits (Sulitzer, Dati, Morano), puis révèle notamment l'affaire Julien Dray. Son domicile est alors cambriolé, un ordinateur est dérobé.
À partir de mars 2011, il est chargé de l'investigation au Monde, aux côtés de Fabrice Lhomme (qu'il rencontre à la fin des années 1980 au Parisien et avec qui il lie des relations professionnelles et amicales). Il publie le best-seller Sarko m'a tuer, « une enquête sur les victimes du sarkozysme ». Il couvre d'importantes affaires politico-judiciaires : HSBC, Kerviel, Karachi, Bettencourt, Areva, Bygmalion, Fillon, Benalla. Avec Fabrice Lhomme, il révèle notamment les écoutes réalisées sur Nicolas Sarkozy, puis le Kazakhgate, l'affaire Tapie, l'affaire Balkany, les financements suspects du RN et du Modem, les listings HSBC (le scoop mondial Swissleaks), le « Monacogate », l’affaire Alexis Kohler, ou encore l'affaire Tomi. C'est dans ce cadre qu'il reçoit des menaces de mort par courrier en mars 2014, puis en septembre et décembre 2014, le visant explicitement lui et sa famille. Il reçoit par courrier des balles et des explosifs. En septembre 2014, il est placé sous protection policière pour deux ans.
En octobre 2013, il publie French Corruption. La justice, à Paris, a ouvert une information judiciaire après les révélations, dans ce dernier livre, concernant le député Patrick Balkany, désormais mis en examen. Gérard Davet a aussi publié, en novembre 2014, le livre Sarko s'est tuer, chroniquant les onze affaires judiciaires dans lesquelles le nom de Nicolas Sarkozy est cité. C'est dans ce dernier ouvrage qu'est révélé le fameux déjeuner ayant réuni en juin 2014 l'ancien premier ministre François Fillon et le secrétaire général de l'Élysée, Jean-Pierre Jouyet. Déjeuner au cours duquel François Fillon aurait demandé à Jean-Pierre Jouyet l'accélération des procédures judiciaires visant son rival, Nicolas Sarkozy. François Fillon a par la suite déposé une plainte visant Gérard Davet et Fabrice Lhomme : le tribunal correctionnel de Paris a conclu à une relaxe en faveur des deux journalistes, grâce, notamment, à la production de l'enregistrement de la conversation entre les auteurs du livre et Jean-Pierre Jouyet.
Le 15 octobre 2014, à la suite des scoops de Gérard Davet et Fabrice Lhomme sur les affaires Bygmalion, Balkany et Kazakhgate, l'hebdomadaire Valeurs actuelles publie un article donnant les jours et heures de leurs récents rendez-vous professionnels à l'Élysée, au ministère de la Justice et au pôle financier, et les accusant d'être acquis au pouvoir socialiste. L'article est annoncé la veille par un message du directeur de l'hebdomadaire, Yves de Kerdrel, publié sur le réseau social Twitter. Les deux intéressés ayant porté plainte, Yves de Kerdrel est condamné pour injures par le tribunal correctionnel le 12 janvier 2017.
En octobre 2016, il publie avec Fabrice Lhomme le livre "Un président ne devrait pas dire ça...", une enquête sur le quinquennat de François Hollande, pour laquelle le président de la République a accepté de les recevoir une fois par mois en moyenne. Deux mois après la publication de ce best-seller, vendu à plus de 250 000 exemplaires, qui a entraîné de nombreuses polémiques, François Hollande annonce qu'il ne se représente pas à l'élection présidentielle. Il est adapté au théâtre, avec le producteur Jean-Marc Dumontet. Le spectacle se joue en 2023 à Paris, puis en province.
En mai 2019, il publie son huitième livre d'enquête avec F. Lhomme, La Haine, premier tome d'une fresque relatant les détestations à droite de l'échiquier politique, sur fond d'affaires judiciaires, ayant abouti à la chute du parti Les Républicains. L'ancien député européen Jérôme Lavrilleux, poursuivi dans l'affaire des comptes de la campagne 2012 de Nicolas Sarkozy, y révèle les dessous de la politique à droite. Gérard Davet a aussi publié avec Fabrice Lhomme, en 2019, pour le compte du Monde, deux grandes séries d'enquête ayant trait à la politique française : « La tragédie de la droite » et « La fin du PS ». Un podcast en est tiré pour Le Monde.
Le deuxième tome de la saga de la droite Apocalypse, sous-titré « Les années Fillon », est publié le 15 janvier 2020, il relate les dessous de l'affaire Fillon ayant entraîné la débâcle de la droite française. Le duo d’enquêteurs va aussi signer un podcast original intitulé « Egocratie » sur le site spécialisé Majelan, relatant ces enquêtes sur la droite française. En mai 2020, durant le confinement lié à la Covid 19, Gérard Davet et Fabrice Lhomme publient une longue enquête en cinq volets dans Le Monde, notamment quant au stockage des masques de protection. La Cour de justice de la République les a entendus comme témoins en février 2021, dans l'enquête visant notamment Edouard Philippe et Olivier Véran, liée aux défaillances sanitaires de la France.
En octobre 2021, il a publié aux éditions Fayard Le traître et le néant, une enquête sur la conquête du pouvoir, puis l'exercice du pouvoir, par Emmanuel Macron. Ce best-seller s'est vendu à plus de 100 000 exemplaires[réf. nécessaire].
En tant qu'éditeur, il a supervisé et publié en 2022 l'enquête du journaliste Victor Castanet, Les Fossoyeurs, un livre d'investigation mettant en cause la société Orpéa. L'ouvrage, vendu à plus de 150 000 exemplaires, a eu de nombreuses répercussions, judiciaires et politiques[réf. nécessaire].
Gérard Davet a aussi publié en 2022 une bande dessinée, L'obsession du pouvoir, aux éditions Delcourt, puis écrit une pièce de théâtre, « Un président ne devrait pas dire ça…», jouée pour la première fois au théâtre Bobino à Paris en avril 2022. Il a également collaboré au scénario du long-métrage Le monde d'hier, réalisé en 2022 par Diastème. 
En juin 2022, il annonce quitter les éditions Fayard, dénonçant une « rupture brutale du lien de confiance » avec la nouvelle direction.
En 2024, il publie dans Le Monde une série d’articles révélant les dessous financiers de la famille régnante à Monaco, les Grimaldi, grâce aux confessions de l’ex administrateur des biens princiers Claude Palmero, qui tenait à jour des cahiers secrets. 
En 2024 toujours, il écrit également dans Le Monde une longue série d’articles relatant le combat de Sophie Rollet, qui poursuit la firme Goodyear, accusée d’avoir produit des pneus défectueux ayant causé plusieurs décès, puis d’avoir cherché à  dissimuler ces dysfonctionnements.
En janvier 2025, il publie chez Flammarion, avec Fabrice Lhomme, « Les juges et l’assassin », un livre d’enquête révélant les dessous de la gestion du Covid par le pouvoir, en 2020. Ce livre, qui pointe les défaillances de l’Etat, s’appuie sur les documents inédits mis au jour par les investigations de la Cour de justice de la République, chargée d’une vaste enquête judiciaire sur les actes des ministres Édouard Philippe, Agnès Buzyn et Olivier Véran.. 

### Intervieweur à la radio et chroniqueur à la TV
Le 9 janvier 2017, en compagnie de Fabrice Lhomme, ils deviennent interviewers politiques chaque vendredi sur Radio Nova. L'émission s'est terminée en juin 2017, après les élections législatives.
Il a également été chroniqueur à Canal Plus, puis à L'Equipe TV,  et avec Fabrice Lhomme dans le magazine Actuality, sur France 2.
Les deux hommes ont chroniqué en 2020 le procès de François Fillon dans l'émission C à vous, sur France 5.

### Enseignement et édition
Gérard Davet est ou a été également professeur associé de journalisme d'enquête dans différentes écoles, à Sciences Po, à l'IJBA de Bordeaux et au Centre de formation des journalistes (CFJ Paris), où il a dirigé, avec Fabrice Lhomme, le projet Spotlight à compter de septembre 2017 : cinq étudiants, neuf mois d'enquête, et un livre rendant compte de cette investigation, publié aux éditions Fayard.  Le premier livre de cette collection est publié le 17 octobre 2018, intitulé Inch'Allah : l'islamisation à visage découvert.

## Affaire Bettencourt
À partir de juillet 2010, Gérard Davet est chargé de l’enquête sur l'affaire Bettencourt. À cette occasion il est victime de l'« affaire des fadettes ». Son téléphone est placé sous surveillances à deux reprises par la DCRI, sur ordre de Bernard Squarcini, et l'IPGN, sur ordre du procureur Philippe Courroye. Son domicile est également cambriolé. Il révèle l'affaire dans les colonnes du Monde à l'automne 2011, puis dépose deux plaintes, avec le quotidien.

## Condamnations judiciaires

### Thales
Le 12 janvier 2009, Gérard Davet et Fabrice Lhomme ont été condamnés par la 17e chambre correctionnelle du tribunal de Paris pour diffamation envers la société Thales, son dirigeant Laurent Mayer et deux de ses filiales.

### John Malkovich
Gérard Davet et Fabrice Lhomme ont été condamnés le 7 octobre 2016 pour diffamation, après avoir attribué à l'acteur John Malkovich un compte caché en Suisse dans une filiale de la banque HSBC. Cette condamnation est confirmée le 24 mai 2017 par la Cour d'Appel de Paris. Les deux journalistes ont été astreints à payer chacun une amende de 1 500 €, et le directeur de la publication à 1 000 € d’amende. Tous trois ont été condamnés à verser solidairement au total 10 000 € de dommages et intérêts à John Malkovich. Le 8 janvier 2019, la Cour de cassation rejette leur pourvoi, sauf sur la publication d'un communiqué judiciaire, renvoyant la question devant la cour d'appel de Paris, autrement composée.

## Publications

### En collaboration avec Fabrice Lhomme
- Sarko m'a tuer, Stock, 2011  (ISBN 978-2234069510)
- L'homme qui voulut être roi, Stock, avril 2013  (ISBN 978-2234064591)
- French Corruption (témoignage de Didier Schuller), Stock, octobre 2013  (ISBN 978-2234075405)
- Sarko s'est tuer, Stock, 2014  (ISBN 978-2234078987).
- La clef, avec Fabrice Lhomme, Stock, 2015
- Un président ne devrait pas dire ça..., Stock, 2016  (ISBN 978-2234075481)
- Inch'Allah : l'islamisation à visage découvert, Fayard, 2018
- La Haine. Les années Sarko, Fayard, 2019
- Apocalypse. Les années Fillon, Fayard, 2020
- Le Traître et le Néant, Fayard, 2021
- L'obsession du pouvoir, BD, avec Pierre Van Hove, Delcourt, 2022, 120 p.  (ISBN 9782413012344)
- Les juges et l'assasin, Flammarion, 2025, 448 p.